# Домнин, Николай Иванович
Николай Иванович Домнин  (1919—1997) — советский инженер-механизатор и организатор промышленности, управляющий трестом Главсредволговодстроя Министерства мелиорации и водного хозяйства РСФСР. Герой Социалистического Труда (1974).

## Биография
Родился 5 ноября 1919 года в деревне Злобовка Саратовского уезда Саратовской губернии в семье крестьянина.
После окончания школы-семилетки и школы фабрично-заводского ученичества начал работать по специальности электромонтёра. С 1936 по 1939 годы обучался в Саратовском железнодорожном техникуме.
С 1939 года призван в ряды Рабоче-Крестьянской Красной армии и направлен в действующую армию служил с составе 546-го артиллерийского полка 63-го стрелкового корпуса в звании старший сержант. С 1941 года участник Великой Отечественной войны, воевал на Западном фронте. В конце 1941 года был пленён гитлеровцами и отправлен в австрийский лагерь для военнопленных, совершил побег и в дальнейшем был бойцом партизанского отряда имени Гарибальди в Италии. С 1945 года за сдачу в плен гитлеровцам был осуждён советскими органами госбезопасности, но после пересмотра дела в 1946 году был амнистирован.
С 1946 года работал трактористом машинно-тракторной станции села Переезд Екатериновского района Саратовской области. С 1946 по 1951 годы проходил обучение в Саратовском институте механизации сельского хозяйства. С 1951 по 1965 годы в течение четырнадцати лет работал главным инженером совхоза «Красноармеец» Перелюбского района, главным инженером и директором совхоза «Урожайный» Озинского района, в последующем занимал должность руководителя Озинского районного управления сельского хозяйства. В 1957 году был награждён орденом «Знак Почёта».
С 1965 по 1967 годы работал в должности — первого секретаря Озинского районного комитета КПСС. 23 июня 1966 года Указом Президиума Верховного Совета СССР «за достижение Озинским районом высоких показателей в земледелии по итогам 1966 года» Николай Иванович Домнин был награждён Орденом Ленина.
С 1967 года был назначен руководителем треста «Главсредволговодстрой» Министерства мелиорации и водного хозяйства РСФСР. 28 августа 1971 года Указом Президиума Верховного Совета СССР «за высокие достижения в труде» Николай Иванович Домнин был награждён Орденом Трудового Красного Знамени.
28 января 1974 года Указом Президиума Верховного Совета СССР «за большие производственные успехи, достигнутые на строительстве Саратовского канала» Николай Иванович Домнин был удостоен звания Героя Социалистического Труда с вручением Ордена Ленина и золотой медали «Серп и Молот».
Скончался 17 декабря 1997 года в Саратове, похоронен на Елшанском кладбище.

## Награды
- Медаль «Серп и Молот» (28.01.1974)
- Орден Ленина (23.06.1966; 28.01.1974)
- Орден Отечественной войны 2-й степени (11.03.1985[2])
- Орден Трудового Красного Знамени (28.08.1971)
- Орден Красной Звезды (1957[3])
- Орден «Знак Почёта» (11.01.1957)

## Память
- В городе Саратове на доме, где жил Н. И. Домнин была установлена мемориальная доска[1].